# Негри (коммуна)
Негри (рум. Negri) — коммуна жудеца Бакэу на западе Румынии.
Находится в регионе Западная Молдавия. Расположена на северо-востоке жудеца, на левом берегу реки Сирет. на расстоянии 261 км к северу от Бухареста, 15 км к северу от Бакэу, 68 км к юго-западу от Ясс. на северо-востоке уезда, на левом берегу Сирета .
Площадь — 39,0 км². В 2011 году население составляло 2709 человек. Большинство жителей составляют румыны (93,76 %).
В состав коммуны входят следующие села (данные о населении за 2002 год):
- Брад (113 человек)
- Келинешть (176 человек)
- Миглая (217 человек)
- Негри (850 человек)
- Пояна (1593 человека)
- Урсоая (117 человек).

## Достопримечательности
Близ села находится упоминаемый позднеэллинистическим географом Клавдием Птолемеем холм, на котором расположен археологический памятник даков — Заргидава.
- Церковь «Святого Николая» (1772 с иконостасом 1798) в селе Негри.
- Деревянная церковь «Святого Иоанна» (1771) в селе Брад.
- Деревянная церковь «Святителя Николая» (1848—1850).

## Персоналии
- Ионеску де ла Брад, Ион (1819—1891) — румынский учёный-агроном.